# Rubus rosaceus
Rubus rosaceus är en rosväxtart som beskrevs av Carl Ernst August Weihe och Nees. Rubus rosaceus ingår i släktet rubusar, och familjen rosväxter. Inga underarter finns listade i Catalogue of Life.